# العنب (إب)
العنب هي إحدى قرى الجمهورية اليمنية. وهي تتبع جغرافيًا لمحافظة إب. وإداريًا لمديرية العدين. يبلغ تعداد سكانها 1498 نسمة حسب الإحصاء الذي جرى عام 2004.